# Streptocephalus linderi
Streptocephalus linderi är en kräftdjursart som beskrevs av W. G. Moore 1966. Streptocephalus linderi ingår i släktet Streptocephalus och familjen Streptocephalidae. Inga underarter finns listade i Catalogue of Life.